# Shackleton-selfjég
A Shackleton-selfjég egy kiterjedt, 384 kilométer hosszú, 33 820 négyzetkilométer területű selfjég az Antarktisz szárazföldjének keleti partjainál. A selfjég a Mária királyné-föld és a Knox-part partszakaszain terül el, a 95° és 105° keleti szélesség között. A selfjégen néhány sziget is található, melyek közül a Mill-sziget és Masson-sziget a legnagyobb.
A Shackleton-selfjeget az Egyesült Államok Charles Wilkes vezetésével megvalósult USEE-expedíciója során fedezték fel, 1840 februárjában. Bár ekkor a selfjég egyes területeit már feltérképezték, annak részletes feltárására csak az Ausztrálázsiai Antarktisz-expedíció során került sor 1911 és 1914 között. Az expedíció vezetője, Douglas Mawson a selfjeget Ernest Shackleton brit sarkkutatóról nevezte el. Mawson korábban részt vett Shackleton Nimrod-expedíciójában (1907-1909) és Shackleton jelentős segítséget nyújtott Mawson saját expedíciójához szükséges anyagi források megszerzésében is.
A selfjég kiterjedése 1955-ben került részletesen feltérképezésre, melynek során az Egyesült Államok Highjump-hadműveletének (1946-1947) légi fényképeit használták fel. Szovjet tudósok 1956-os térképészeti tanulmánya szerint a Scott-gleccser egy része is a Shackleton-selfjég részét képezi.